# Exogeneidade
Em uma variedade de contextos, exogenia ou exogeneidade (do grego, moderno exo , que significa "fora" e gignomai , que significa "produzir") é o fato de uma ação ou objeto que se origina externamente. Contrasta com a endogenia ou endogeneidade, o fato de ser influenciado dentro de um sistema.
- Em um modelo econômico, uma mudança exógena é aquela que vem de fora do modelo e é inexplicada pelo modelo.[2]
- Na regressão linear, uma variável exógena é independente do termo de erro aleatório no modelo linear.
- Em biologia, um agente de contraste exógeno em imagens médicas, por exemplo, é um líquido injetado no paciente por via intravenosa que aumenta a visibilidade de uma patologia, como um tumor.  Um fator exógeno é qualquer material presente e ativo em um organismo individual ou célula viva, mas que se originou fora desse organismo, em oposição a um fator endógeno.
  - Fatores exógenos na medicina incluem tanto patógenos quanto terapêuticos.
  - O DNA introduzido nas células via transfecção ou transdução viral é um fator exógeno.
  - Carcinógenos são fatores exógenos.
- Na geografia, todos os processos exógenos ocorrem fora da Terra e de todos os outros planetas. Intemperismo, erosão, transporte e sedimentação são os principais processos exógenos.
- Na psicologia da atenção, os estímulos exógenos são estímulos externos sem intenção consciente. Um exemplo disso é a atenção dada a uma luz piscante na periferia da visão.
- Na ludologia, o estudo dos jogos, um item exógeno, é qualquer coisa fora do próprio jogo. Portanto, um item em um jogo on-line massivamente multiplayer teria valor exógeno se as pessoas o comprassem com dinheiro do mundo real em vez de moeda do jogo (embora seu custo dentro do jogo fosse endógeno).
- Na ciência dos materiais, uma propriedade exógena de uma substância é derivada de influências externas ou externas, como um material nano-dopado.
- Na filosofia, as origens da existência do ego, ou a identidade do ego, que emana ou sustenta de fora do reino natural ou por ele é influenciado, são exógenas.